# Província Autônoma de Cossovo e Metóquia
Província Autônoma de Cossovo e Metóquia ou Cosovo e Metóquia (Kosovo e Metohija) é o nome oficial, na legislação interna da República da Sérvia, do território do Cossovo, embora este tenha se declarado independente da Sérvia em 2008. Hoje, pouco mais de 50% dos países do mundo, inclusive Portugal, reconhecem o Cossovo como um país, e portanto referem-se a ele sob o nome de "República do Cossovo"; por outro lado, a outra quase metade dos países do mundo, inclusive o Brasil, recusa-se a reconhecer a independência unilateral proclamada pelos cossovares sem negociação com a Sérvia, considerando a região, ainda, portanto, uma província autônoma da Sérvia.

## História
Em 1990 a Província Socialista Autónoma do Kosovo, uma província autônoma da Sérvia dentro da Iugoslávia, havia sido submetida a Revolução Antiburocrática do governo de Slobodan Milosevic, que resultou na redução de seus poderes, efetivamente retornando ao seu estatuto constitucional de 1971-1974. No mesmo ano, a sua maioria albanesa – bem como a República da Albânia – apoiaram a proclamação de uma República de Kosova independente. Após o fim da Guerra do Kosovo em 1999, e como resultado da intervenção da OTAN, a Sérvia e o governo federal deixaram de exercer o controle de facto sobre o território.
Em fevereiro de 2008, a República do Kosovo declarou a independência. Embora a Sérvia não tenha reconhecido formalmente a independência do Kosovo, o acordo de Bruxelas de 2013 aboliu todas as suas instituições na província autônoma. A independência do Kosovo é reconhecida por 96 países membros da ONU. Em 2013, o governo sérvio anunciou que estava dissolvendo as assembleias que a minoria sérvia havia criado no norte do Kosovo, a fim de permitir a integração da minoria sérvia do Kosovo para a população em geral do Kosovo.